# Понтене
Понтене (нем. Pontenet) — бывшая коммуна в Швейцарии, в кантоне Берн. 
До 2009 года входила в состав округа Мутье, с 2010 года — в округ Бернская Юра. 1 января 2015 года объединена с коммунами Бевиллар и Мальре в новую коммуну Вальбирс.
Население составляет 202 человека (на 31 декабря 2006 года). Официальный код — 0702.